# Ernst Boehe
Ernst Adolf Boehe (* 27. Dezember 1880 in München; † 16. November 1938 in Ludwigshafen am Rhein) war ein deutscher Dirigent und Komponist.

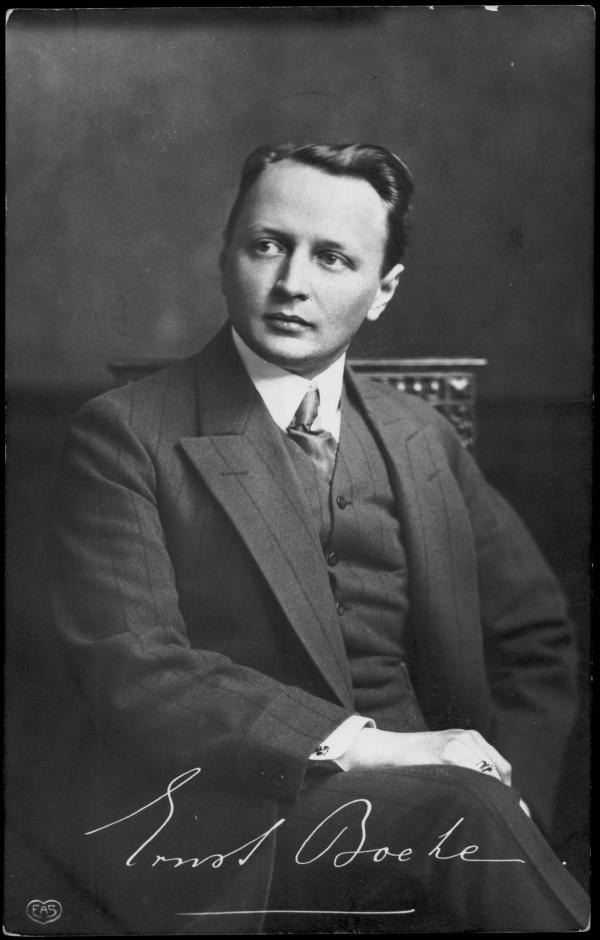
Ernst Boehe (um 1907)

## Leben
Boehe entstammte einer bayerischen Offiziersfamilie. Bereits als Gymnasiast nahm er Unterricht in Harmonielehre und Kontrapunkt bei Rudolf Louis und Klavier bei Josef Pembaur. Ab 1900 studierte er an der Königlichen Akademie der Tonkunst in München, wo ihn Ludwig Thuille (Komposition) und Heinrich Schwartz (Klavier) unterrichteten. 
Als Dirigent leitete er ab 1907 gemeinsam mit Walter Courvoisier die Volks-Sinfoniekonzerte des Kaim-Orchesters in München (spätere Münchner Philharmoniker) und übernahm von 1913 bis 1920 die Oldenburger Hofkapelle. Er  verdankte seine Berufung 1913 als Nachfolger von Ferdinand Manns nach Oldenburg einer Empfehlung des damals sehr bekannten Stuttgarter Komponisten und Generalmusikdirektors Max von Schillings. Boehe gelang es, dem Oldenburger Musikleben nach einem gewissen Niedergang, den dieses Anfang des 20. Jahrhunderts erleben musste, neue Impulse zu geben. Durch zwei Neuerungen führte er das Oldenburger Publikum wieder stärker als zuvor an das Orchester heran: Er machte die Generalproben öffentlich und richtete unter dem Titel Volkstümliche Konzerte eine besondere Konzertreihe ein. Der musikalische Höhepunkt seines Wirkens in Oldenburg lag in den letzten Jahren seiner dortigen Tätigkeit. Er machte die Oldenburger verstärkt mit damals modernen Kompositionen von Bruckner, Richard Strauss und anderen bekannt. 1917 wurde er mit dem Professorentitel geehrt und erhielt 1919 den Titel eines Generalmusikdirektors. 
Boehe wechselte 1920 nach Ludwigshafen und wirkte hier bis zu seinem Tod im Jahr 1938 ebenfalls als Generalmusikdirektor des Pfalzorchesters in Ludwigshafen am Rhein (der heutigen Staatsphilharmonie Rheinland-Pfalz). Als solchem wurde ihm 1937 der Johann-Stamitz-Preis (= Westmarkpreis für Musik), ein NS-Kulturpreis, verliehen. Zum 1. Mai 1933 war er der NSDAP beigetreten (Mitgliedsnummer 3.265.537). Der Bildhauer Fritz Koelle, Mit-Preisträger desselben Jahres in der Sparte für Bildende Kunst des Westmarkpreises (= Albert-Weisberger-Preis), schuf 1937 eine Porträtbüste von Boehe aus Bronze, die heute in der Städtischen Kunstsammlung Augsburg verwahrt wird. Anlässlich der Verleihung des Westmarkpreises für Musik im Jahre 1944 an Philipp Mohler erteilte der Bürgermeister der Stadt Ludwigshafen diesem den Werkauftrag, zum Andenken an Ernst Boehe eine diesem gewidmete Orchestercanzone zu schreiben.

## Werk
Erste Kompositionen Boehes entstanden während der Gymnasialzeit und erschienen ab 1900 im Druck, so z. B. die Lieder op. 1 und der Liederzyklus Tiefe Schatten op. 2. Den Schwerpunkt von Boehes Schaffen bilden programmatische Orchesterwerke, die der Symphonischen Dichtung zugerechnet werden, besonders der gewaltige 4-teilige Zyklus Aus Odysseus' Fahrten op. 6, dessen einzelne Teile („Ausfahrt und Schiffbruch“ op.6,1; „Insel der Kirke“ op.6,2; „Die Klage der Nausikaa“ op.6,3 und „Odysseus Heimkehr“ op.6,4) von der Musikalischen Akademie München und dem Kaimorchester in den Jahren 1903–1905 und später auch von vielen anderen Orchestern aufgeführt wurden. Auf der Tonkünstlerversammlung im Juni 1903 in Basel errang der gesamte Zyklus einen „enthusiastischen Erfolg“ (NZsfM S. 383), wodurch der Komponist recht bekannt wurde. Auch seine übrigen Orchesterwerke Taormina op. 9, Tragische Ouvertüre op. 10 und Symphonischer Epilog op. 11 erklangen noch in den Jahren vor 1910. Sie sind im Umkreis der Neudeutschen Schule angesiedelt und zeigen Einflüsse von Richard Strauss und Max von Schillings, mit denen Boehe befreundet war. Mit 30 Jahren beendete er seine Tätigkeit als Komponist weitgehend und konzentrierte sich auf seine durchaus erfolgreiche Dirigentenlaufbahn.